# Berliet CAA
Der Berliet CAA war ein französischer Omnibus des Fahrzeugherstellers Berliet in Lyon aus der Zeit vor Beginn des Ersten Weltkrieges.

## Geschichte
Der Berliet CAA erhielt am 19. Januar 1911 seine allgemeine Betriebserlaubnis und wurde anschließend in unbekannten Stückzahlen gebaut.

## Technik
Der Berliet CAA war ein Kleinbus mit 10 Sitzplätzen. Der wassergekühlte Vierzylindermotor hatte eine Bohrung von 80 und einen Hub von 120 mm, also einen Hubraum von 2413 cm³, und erbrachte seine nicht genannte Höchstleistung bei 1100/min. Steuerlich war das Fahrzeug mit 12 CV eingestuft. Das Getriebe hatte drei Vorwärtsgänge und einen Rückwärtsgang. Die Antriebskraft wurde über eine Kardanwelle statt über Ketten an die Hinterräder übertragen. Der Radstand betrug 3,10 m, die Spur vorne 1,40 und hinten 1,48 m.